# Siuslaw River Bridge
Le Siuslaw River Bridge est un pont américain dans le comté de Lane, en Oregon. Basculant dans sa partie centrale, ce pont bow-string permet le franchissement du Siuslaw par l'U.S. Route 101 entre Florence au nord et Glenada au sud. Ouvert à la circulation en 1936, il est inscrit au Registre national des lieux historiques depuis le 5 août 2005.